# Friedrich Knolle (NS-Funktionär)
Friedrich Knolle (* 12. März 1903 in Amsterdam; † 27. November 1977 in Neustadt an der Weinstraße) war ein deutscher Buchhändler und Gaukulturwart, der im Zweiten Weltkrieg Mitarbeiter der Sicherheitspolizei in den Niederlanden und auf dem Balkan war.

## Ausbildung
Friedrich Knolle war ein Sohn des Bankkaufsmanns Carl Wilhelm Barthold Knolle (* 13. Februar 1870 in Hannover; † 13. September 1945 ebenda) und dessen Ehefrau Friderike Jacobine Christiane, geborene Stähle (* 30. Juli 1847 in Amsterdam; † 30. Januar 1958 in Höningen). Ihr Vater arbeitete als Backwarenproduzent.
Knolle besuchte die Grundschule und eine Oberrealschule in Amsterdam. Im Jahr 1920 zog die Familie nach Hannover, weshalb Knolle ohne Schulabschluss blieb. In Hannover besuchte er kaufmännische Kurse einer Handelsschule und absolvierte ab Mitte 1921 eine Ausbildung bei einer Bank, die er ein halbes Jahr später beendete und stattdessen ab Anfang des Folgejahres eine Lehre als Buchhändler aufnahm. Von 1924 bis 1926 hatte er eine Stelle als Gehilfe in einer Kieler Buchhandlung. Anschließend arbeitete er für kurze Zeit als Büchereiassistent bei der Deutschen Bücherei und der Hanseatischen Verlagsanstalt in Hamburg. Anfang März 1923 zog er nach Kiel und eröffnete die eigene Buchhandlung „Bücherstube Knolle“, die sich im Schloßgarten 16 befand.

## Wechsel in die Politik
Knolle hatte sich erstmals in Holland mit den Thesen deutscher Nationalisten beschäftigt. Gemäß dem von ihm selbst geschriebenen Lebenslauf trat er in Hannover in den Deutschvölkischen Schutz- und Trutzbund ein. Nachdem dieser aufgelöst worden war, übernahm er kurzzeitig eine leitende Position im Jungdeutschen Orden. Von 1921 bis 1922 gehörte er der DNVP an. Von 1923 bis 1928 engagierte er sich als Jungenschaftsführer in der Nationalsozialistischen Jugendbewegung. Zum 1. August 1928 schloss er sich der NSDAP (Mitgliedsnummer 94.633) und dem Kampfbund für deutsche Kultur (KfdK) unter der Leitung von Alfred Rosenberg an. Von Anfang August 1930 bis zum Dezember 1932 war er Mitglied der SA und seit Anfang November 1932 SS-Mitglied (SS-Nummer 59.601).
Knolle trat als Nationalsozialist erst nach der Machtergreifung öffentlich in Erscheinung. Im Frühjahr 1933 übernahm er die Leitung des Kieler KfdK, im Juni desselben wurde er zum Kreisobmann, kurz darauf zum Landesobmann ernannt. Er trat dafür ein, dass sich das kulturelle Leben schnell einer nationalsozialistischen Organisation anschloss und mit höchster Priorität administrativ gleichgeschaltet wurde. Er ging zielgerichtet gegen Neugründungen weiterer Vereine, so dem Landesverein für Heimatschutz, vor und bemühte sich darum, Persönlichkeiten des kulturellen Lebens für den Kampfbund zu gewinnen. Damit machte er sich schnell bei Gauleiter und Oberpräsident Hinrich Lohse beliebt.
Im Januar 1934 wurde Knolle zum Landesleiter des Reichbundes Volkstum und Heimat ernannt, der aber nur kurzzeitig Bestand hatte. Anfang März 1934 wurde er Gaukulturwart. Damit leitete er die Gaukulturabteilung der schleswig-holsteinischen NSDAP. Ab Juni 1934 leitete er zudem als Gauobmann die NS-Kulturgemeinde (NSKG), zu der sich der KfdK und der Reichsverband Deutsche Bühne zusammengeschlossen hatten. Knolle übernahm danach überraschend viele Ämter: er arbeitete für einige Zeit als Kreisschulungsleiter der NSDAP, leitete die Abteilung Volksbildung des Gauschulungsamtes und die Reichsschrifttumskammer Schleswig-Holsteins, gehörte dem Provinzialrat für Kulturfragen an, leitete die Geschäfte der Schleswig-Holsteinischen Universitätsgesellschaft und den Arbeitsring „Niederdeutsches Kulturschaffen“. Anfang 1935 übertrug er seinem Vater aufgrund der steigenden Arbeitsbelastung die Bücherei zur Pacht.
Knolle beschäftigte sich anfangs inhaltlich insbesondere mit der Ur- und Frühgeschichte und der Volkstums- und Heimatpflege. Sein Zuständigkeitsbereich umfasste alle Aspekte des Kulturlebens und der Wissenschaft. Im März 1935 veröffentlichte er „Schleswig-Holsteinisches Kulturschaffen. Ein Arbeitsplan“. Diese Arbeit stand im Zeichen des Vorhabens, das Kulturleben straff und ganzheitlich zu organisieren. In einem Vorwort schrieb Knolle, dass es ihm um den „Kampf des Nationalsozialismus um die Volkwerdung und volkskulturelle Erneuerung des deutschen Volkes“ gehe. Er empfahl, einen „Heimatbund Schleswig-Holstein“ zu schaffen, dem sich alle kulturellen Vereine und Institutionen anschließen sollten. Als Leiter schlug er Wilhelm Schlow vor, der das Amt tatsächlich vier Jahre später übernahm.
Zwischen 1935 und 1936 erreichte Knolle seine größte Machtfülle. Die NSKG hatte Anfang 1935 gemäß Eigenaussagen circa 50.000 Mitglieder in 89 Ortsgruppen. Hinrich Lohse schrieb im selben Jahr an die Mitglieder, dass Knolle als Verantwortlicher für die kulturelle Arbeit in Schleswig-Holstein direkt an ihn berichte, womit er ihm für seine Vorhaben die volle Rückendeckung erteilte.
Im Juni 1937 fusionierte die NSKG mit dem Deutschen Volksbildungswerk zur Gemeinschaft Kraft durch Freude, wodurch Alfred Rosenbergs Einfluss zurückging. Dadurch verlor Knolle im Oktober 1937 den Posten des Gaukulturwartes an Willi Ziegenbein. Er selbst beschäftigte sich danach nicht mehr mit kulturellen Themen. Scheinbar mit Hilfe alter Beziehungen ging er Ende September 1937 zum SD-Hauptamt. Anfang Januar 1938 wechselte er zum Reichsführer SS mit Dienstsitz in München. Wenig später übernahm er in Düsseldorf als Hauptabteilungsleiter II (innerstaatliche Abwehr) im Oberabschnitt West den Sicherheitsdienst (SD).
Einige Monate vor Beginn des Westfeldzuges wurde Knolle 1940 zum Leiter des SD-Abschnitts Aachen ernannt. Mitte Oktober ging er zum Befehlshaber der Sicherheitspolizei (BdS) und SD für die besetzten niederländischen Gebiete nach Den Haag. Er leitete dort den gesamten Nachrichtendienst und vertrat den BdS. Anschließend erreichte er den Rang eines SS-Standartenführers. Er leitete die Abteilung III und beobachtete dabei das öffentliche Leben der Niederländer, schrieb Lageberichte und verfolgte selbst politische Gegner. Bei den Massenverhaftungen von Juden am 22. und 23. Februar 1941, die zum Februarstreik führten, hatte Knolle das Oberkommando über die Einheiten der Ordnungspolizei.
Ernst Kaltenbrunner befahl am 20. Mai 1944 Knolle, in das Amt VI des Reichssicherheitshauptamtes (Auslands-SD, Auslandsnachrichtendienst) zu wechseln, in dem er Sonderaufgaben übernehmen sollte. Ende Juni 1944 wurde er nach Belgrad versetzt, wo er eine Dienststelle leitete und gegen Partisanen vorging.

## Nach Ende des Zweiten Weltkriegs
Nach Kriegsende verbrachte Knolle kurze Zeit in englischer Haft. Danach ging er mit dem Tarnnamen „Fritz Götten“ nach Bremen und lebte als einfacher Arbeiter. Nach vier Jahren Ermittlungen seitens der alliierten Militärbehörden und der deutschen Polizei wurde er im August 1949 festgenommen. Mehrere Bitten der Niederländer um Auslieferung blieben folgenlos. Knolle sollte als Stellvertreter des BdS 1942 und 1943 Erschießungen von 20 politischen Gefangenen mit vorbereitet haben. Belege existieren jedoch nur dafür, dass er half, niederländische Zwangsarbeiter nach Deutschland gebracht und geflohene Zwangsarbeiter verfolgt und für deren Rückkehr gesorgt zu haben. Er beteiligte sich wahrscheinlich an Kriegsverbrechen in Jugoslawien, wofür jedoch Belege fehlen.
Ein deutsches Gericht verhängte gegen Knolle aufgrund des Tragens eines Tarnnamens und gefälschter Dokumente eine zweijährige Haftstrafe und eine Geldbuße über 500 Mark. Aufgrund seiner politischen Aktivitäten wurde er zu sechs Monaten Arbeitslager verurteilt. Ein alliiertes Militärgericht in Bremen entschied im August 1950, Knolle nicht in die Niederlande auszuliefern. Knolle machte danach eine Alkohol-Entziehungskur und ließ sich in Bad Dürkheim nieder, wo er als Hausmeister einer Kunststofffabrik begann und zum Personalleiter aufstieg. Danach arbeitete er mehrere Jahre als technischer Leiter in weiteren Kunststofffabriken. Im April 1973 trat er in die FDP ein.

## Einordnung
Im Bereich der Kulturpolitik Schleswig-Holsteins versuchte Knolle, einen großen Apparat zur Gleichschaltung zu schaffen, den er jedoch nicht mit Leben füllen konnte. Um möglichst alle Themenfelder aus Kultur und Wissenschaft abdecken zu können, sah sein Plan mehrere Hundert Referenten für zahlreiche Fachgebiete vor. Dabei kooperierten zumeist nur Lehrer und Laienforscher mit ihm; führende Wissenschaftler blieben auf Distanz. Die Referenten fand er oftmals im „Verein zur Pflege der Natur- und Landeskunde“. Er nutzte äußerst erfolgreich die Monatszeitschrift „Die Heimat“, später: „Organ für Heimatforschung und Heimatpflege in der NS-Kulturgemeinde“, für sein Vorhaben.
Bei der staatlich angeordneten Umorganisation von Vereinen auf das Führerprinzip profitierte Knolle als Gaukulturwart von schon in Ansätzen existierenden organisatorischen Strukturen und den zunächst unklaren politischen Verhältnissen. In den Jahren 1933 und 1934 arbeiteten daher auch mehrere Personen mit ihm zusammen, die ihn später ablehnten. Zu ihnen gehörten die Vorgeschichtsforscher Gustav Schwantes und Herbert Jankuhn und als härtester Kritiker Ernst Sauermann. Letzterer ging gegen die von Knolle beabsichtigte Fusion des Heimatschutzes mit dem KfdK und dem NSGK vor. Knolle bemühte sich daraufhin, Vorträge und Versammlungen des Vereins verbieten zu lassen. Dabei denunzierte er Sauermann bei der Gestapo. Größere Konflikte hatte Knolle darüber hinaus mit Arthur Haseloff.
Knolles Wirken im Bereich der Niederdeutschen Brauchtumspflege und im niederdeutschen Bühnen- und Vortragswesen erwies sich als erfolgreich. Personen aus dem Theater und von Volkskunde und Heimatforschung unterstützten ihn, falls es sich um Laien handelte. In Summe betrachtet erreichte er seine Ziele der Gleichschaltung nicht und musste daher 1937 schlagartig alle politischen Ämter abgeben.

## Familie
Am 11. August 1933 heiratete Knolle Ute Ziemke (* 19. November 1910 in Kiel; † 15. Mai 1996 ebenda). Ihr Vater Ernst Ziemke (* 16. August 1867 in Stettin; † ?) war ein Professor für gerichtliche und soziale Medizin und verheiratet mit Magdalena, geborene Weber aus Halle.
Am 31. Dezember 1942 ließ sich Knolle scheiden. Am 3. September 1943 heiratete er in zweiter Ehe Lieselotte Siemann (* 27. Mai 1912 in Bremen; † 11. Oktober 1988 ebenda), deren Vater ein Dozent für Schiffbautechnik war. Die Ehe wurde am 11. Januar 1956 geschieden.
In dritter Ehe heiratete Knolle am 23. November 1962 Erna Katharina Ehresmann (* 17. November 1923 in Niederaichbach; † 26. April 1989 in Heidelberg).
Aus Knolles erster und zweiter Ehe stammten jeweils ein Sohn.